# Leptotarsus obscurirostris
Leptotarsus obscurirostris är en tvåvingeart som först beskrevs av Frederick Askew Skuse 1890.  Leptotarsus obscurirostris ingår i släktet Leptotarsus och familjen storharkrankar. Inga underarter finns listade i Catalogue of Life.